# Araguayadesmus ligulifer
Araguayadesmus ligulifer är en mångfotingart som beskrevs av Christoph D. Schubart 1947. Araguayadesmus ligulifer ingår i släktet Araguayadesmus och familjen fingerdubbelfotingar. Inga underarter finns listade i Catalogue of Life.